# Életreítélt
Az Életreítélt a Kalapács zenekar ötödik nagylemeze, amely 2006-ban jelent meg.

## Az album dalai
1. Mindig lázadó - 4:41
2. Nem az ami megöl - 4:50
3. Életreítélt - 4:22
4. A rock 'n' roll örökké éltet - 4:29
5. Eltévedt fiú - 4:11
6. Szemben az árral - 3:35
7. Valaki más - 3:43
8. Igaz úton járj - 4:24
9. Én akartam így - 3:40
10. Az élet nevel - 3:53
11. Mi már nem hisszük el - 5:22
12. Fájjon még - 3:43
13. Az utolsó járat a pokol felé - 5:30

## Közreműködők
- Kalapács József - ének
- Beloberk Zsolt - dob
- Belober István - basszusgitár
- Sárközi Lajos - gitár
- Weisz László gitár
- Szövegek: Barbaró Attila, Kalapács zenekar, Szekeres András
- Hangmérnök: Küronya Miklós
- Zenei rendező: Weisz László
- Produkciós vezető: Hartmann Kristóf